# Кропанин, Иван Григорьевич
Иван Григорьевич Кропанин (10 [22] сентября 1839, Курган, Тобольская губерния — неизвестно) — российский государственный деятель, городской голова города Кургана (1880—1883), курганский 2 гильдии купец.

## Биография
Иван Кропанин родился 10 (22) сентября 1839 года в мещанской семье в городе Кургане Курганского округа Тобольской губернии Западно-Сибирского генерал-губернаторства, ныне город — административный центр Курганской области. В 1856 году его отец, Григорий Иванович Кропанин (1799—1873), перешёл в купеческое сословие.
Окончил курганское уездное училище.
В 1868 году пытался открыть в Кургане первую светописную мастерскую (фотографию), но не смог развернуться.
В 1869—1870 годах по выбору курганского городского общества служил словесным судьей (торговые словесные суды решали мелкие коммерческие споры).
С 1873 по 1886 год состоял членом Попечительного Совета при женской прогимназии.
Первым избирательным собранием 23 апреля (5 мая)  1874 года избран гласным курганской городской Думы, а уже собранием Думы избран кандидатом городского головы и членом управы. В 1879 году переизбран на те же должности на очередное четырехлетие.
Унаследовал усадьбу деда и отца на углу Дворянской улицы и Фроловского переулка (ныне угол улиц Советская и Савельева) в пять комнат, но 19 (31) декабря 1874 года продал его за 500 рублей серебром, купив двумя днями раньше у мещанки Анны Семеновны Сапожниковой за 260 рублей серебром деревянный двухэтажный дом с надворными постройками в проулке Солдатской улицы (ныне улица Максима Горького). Земли под усадьбой было 9х19 сажень.
С начала 1875 года — купец 2 гильдии.
В 1877 году городской общественный Василия Багашева банк уполномочил его «производить взыскания по просроченным векселям и в случае надобности подавать иски и прошения в судебные места и должностным лицам». Расходы оплачивал банк и выдавал вознаграждения «по усмотрению членов оного».
В 1879 году подрядился управляющему Илецко-Иковским винокуренным заводом Ивану Дьяконову заведовать оптовым складом, водочным заводом, разного рода питейными заведениями, открытыми в Кургане для реализации продукции этого завода.
29 апреля (11 мая)  1880 года приобрел дом с усадьбой 13х30 сажень от городской управы на углу Запольной улицы и Гостинодворского переулка (ныне угол улиц Урицкого и Пичугина), а 2 (14) октября 1882 года продал усадьбу бомбардиру Константину Яковлевичу Бакину.
Собранием городской Думы избран городским головой, сначала для «дослужения» срока после ухода Федора Васильевича Шишкина и утвержден губернатором 21 ноября (3 декабря)  1880 года, затем избран городским головой на полное четырехлетие с 1884 по 1888 год.
18 (30) декабря 1880 года приобрёл у купца Федора Фомича Баулина крахмало-паточный завод близ деревни Шевелевой (ныне в черте города Кургана).
Оставил должность городского головы. 30 октября (11 ноября) 1883 Фёдор Иванович Галямин был утвержден губернатором на четырехлетие 1884-1888 в должности городского головы.
В 1884 году принял обязанности председателя Сиротского суда.
К церкви был равнодушен, на исповедь не ходил по 13 лет.
Иван Кропанин скончался после 1903 года.

## Семья
В переписи 1719/1720 года в деревне Галкино (ныне — часть Западного посёлка города Кургана) упомянут отставной драгун Никита Ларионов сын Кропанин 49 лет, и его дети: Степан 9 лет, Иван 3 лет, Герасим 2 лет.
- Прапрадед, Иван Никитин Кропанин (1717—1805), государственный крестьянин, между 1763 и 1782 годом вместе с сыном Дорофеем (1749 — после 1812) переселился из деревни Галкино в деревню Пушкарёву (ныне не существует, была на реке Средний Утяк между деревней Пестерево и селом Сычево), а оттуда, между 1782 и 1795 — во вновь заведённую деревню Шумову (до 1812 года жители деревни Шумовой Смолинской волости переселились в другие населённые пункты после большого наводнения).
- Прапрабабушка, Федора Васильева (1717 — между 1782 и 1795)
  - Прадед, Илья Иванов Кропанин (1742 — после 1795), государственный крестьянин деревни Галкино, с 11 (22) марта 1791 причислен по городу Кургану в 3-ю гильдию купцов.
  - Прабабушка, Авдотья Ефимовна (1737—1786), крестьянская дочь.
    - Дед, Иван Ильин Кропанин (24 февраля (7 марта)  1770 года — между 1806 и 1811), в 1799—1801 годах был курганским 3-й гильдии купцом.
    - Бабушка, Екатерина Дмитриева Кропанина
      - Отец, Григорий Иванов Кропанин (1799/1803 — май 1873, от рака), в 1856 году перешёл в купеческое сословие.
      - Мать, Александра Иванова Кропанина (1804 — 14 (26) ноября 1853 года, от чахотки)
        - Брат Николай (1823 — 7 (19) сентября 1892 года, от холеры), с 1862 года — купец 3 гильдии, с 1877 года — мещанин. Был женат на дочери чиновника Елизавете Николаевне Забелиной.
        - Сестра Параскева (1826—7 (19) июля 1861 года, от чахотки), 22 января (3 февраля)  1847 года, вышла замуж за купеческого сына Якова Лврионова Карпова (1827—?), в семье четверо детей.
        - Брат Александр (1827—18 февраля (2 марта)  1849 года, от чахотки)
        - Брат Василий (1833—?)
        - Брат Яков (1837—?)
        - Сестра Мария (28 мая (9 июня)  1843 года — ?)
        - Брат Симеон (12 (24) февраля 1845 года — ?)
        - Брат Алексей (12 (24) февраля 1845 года — ?)
        - Сестра Ольга (20 июня (2 июля)  1846 года — ?)
        - Сестра Антонина (1 (13) марта 1850 года — 5 (18) ноября 1914 года), 11 (23) ноября 1867 года вышла замуж за Бориса Иванова Красина; их сын — народный комиссар Леонид Борисович Красин.
- Жена Мария Александрова Кропанина (1849 — 24 октября (5 ноября)  1872 года, от чахотки), вышла замуж в 1869 году
  - Сын Анатолий (6 (18) ноября 1871 года — ?)
  - Сын Сергей (1885-1953)